# 세르비우스 술피키우스 갈바 (기원전 54년)

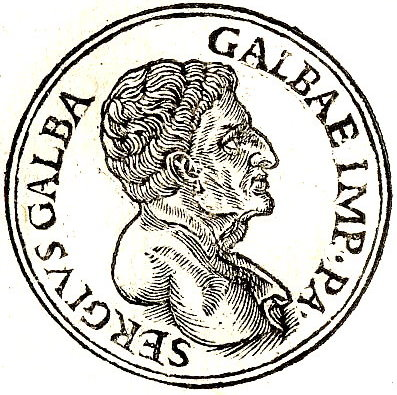
기욤 루엘레에 나온 술피키우스 갈바

세르비우스 술피키우스 갈바(Servius Sulpicius Galba)는 기원전 54년 로마의 장군이자, 정치가였으며, 율리우스 카이사르의 암살자였다.
그의 갈리아 전쟁 동안 율리우스 카이사르의 12군단의 사절로서, 그는 옥토루루스 전투에서 기원전 57년에 난투에테스(Nantuates)를 격파했다.
세르비우스 갈바는 부채 문제로 카이사르와 논쟁을 벌였고, 카이사르와의 우정으로 인해 기원전 49년 영사 선거를 치르게 되었다고 느꼈다. 기원전 45년에 갈바는 원로원 의원들이 적절한 존경을 받지 못했다고 불평했다.
나중에 카이사르가 집정관 선거운동을 반대하자 분노한 세르비우스 갈바는 브루투스, 카시우스와 함께 음모에 가담했고, 결과적으로 페디아법에 의해 사형을 선고받았다. 그는 같은 이름의 로마 황제 갈바의 증조부였다.